# Преображенское содружество малых братств
Преображенское содружество малых братств — российская религиозная организация, основанная в 1960-е годы Георгием Кочетковым (впоследствии принял сан) и окончательно сформировавшееся в 1990 году. В качестве основной цели братства заявляется содействие возрождению полноты жизни Церкви и всех служений в ней (в частности, возрождению православной миссии, полноценной катехизации, основанной на святоотеческой традиции, общинно-братской жизни и др). На данный момент представители Преображенского братства участвуют в работе Межсоборного присутствия Русской православной церкви и Совета православных общественных объединений.

## История Содружества
Вторая половина 60-х годов XX века — начало истории Преображенского братства, когда его основатель Юрий Серафимович Кочетков — будущий священник отец Георгий — а затем и несколько его друзей стали верующими людьми и вошли в Церковь. Вскоре была создана первая община. Отец Георгий и его близкие друзья стали обращаться за помощью, поддержкой и научением к архимандриту Тавриону (Батозскому), протоиерею Всеволоду Шпиллеру, протопресвитеру Виталию Боровому, архиепископу Михаилу (Мудьюгину), академику Сергею Аверинцеву и др.
В конце 1970-х годов сложился огласительный цикл из бесед и регулярного посещения храма для людей, ищущих серьёзной подготовки к принятию святого крещения в соответствии с учением Церкви, как это было в первые века христианства.
Постепенно сложилось неформальное братство, состоящее из небольших общин (10-25 человек). Главный стержень жизни общин — общение, взаимная поддержка в церковной жизни, в личностном духовном росте. Братство объединяет людей общим служением.
В начале 1990-х годов Русской православной церкви по ходатайству братства были переданы четыре московских храма: Рождественский собор Рождественского монастыря, Владимирский собор бывшего Сретенского монастыря, храм преподобного Феодора Студита и храм Успения Пресвятой Богородицы в Печатниках.
Практически сразу во всех храмах стали совершаться богослужения, в которых прихожане участвовали самым непосредственным образом, что выражалось в чтении вслух священнических молитв, исполнении песнопений не только хором храма, но и всеми присутствующими, чтении Евангелия по-церковнославянски и по-русски, проповедях после каждого чтения Священного писания.
Начиная с 1993 года Сретенско-Преображенское братство пережило несколько «волн» гонений. Братство восстанавливало храмы, а их у него отбирали один за другим. Гонения достигли пика в 1997 году, когда был наложен временный запрет в священнослужении духовного попечителя братства священника Георгия Кочеткова и отлучение от причастия самых активных членов братства и прихода храма Успения Богородицы в Печатниках (12 человек) по ложному обвинению. После снятия прещений в 2000 году была предпринята не увенчавшаяся успехом попытка доказать, что в работах отца Георгия содержатся ереси.
Преображенское братство стало Содружеством малых православных братств. В развитии оно опирается на опыт некоторых братств и общин, прежде всего близких по времени — существовавших в разных странах, в разных Поместных церквах, но очень близких друг к другу по внутреннему опыту своей жизни: Крестовоздвиженское братство Николая Неплюева, община священномученика Сергия Мечёва, община архимандрита Сергия (Савельева), община священномученика Анатолия Жураковского.

## Основные принципы жизни Преображенского братства

### Основные принципы жизни Преображенского братства
1. Церковность
2. Личностность
3. Неиерархичность
4. Ответственность
5. Служение
6. Непрестанное обновление и целостное воцерковление жизни

Из этого вытекает
1. Единая жизнь братьев и сестёр во Христе, включая жизнь в общинах и группах, малых и большом братствах, основанная на общении, братской агапической (всеобъемлющей) и дружеской любви и личном иночестве.
2. Свидетельство о спасении во Христе, «благовестие Царства» словом, делом и жизнью.
3. Стремление к простоте и открытости во Христе и созидание христианского единства
4. Участие в евхаристическом и литургическом возрождении
5. Мирное и непримиримое противостояние злу в церкви и обществе

## Основные направления деятельности

### Миссия и катехизация
Миссия и катехизация в Содружестве считается одним из главных направлений деятельности.
В рамках Содружества существует православное миссионерское общество во имя свт. Иннокентия Московского, цель которого формулируется как совместное распространение всеми его членами спасительной христианской веры и утверждение проистекающей из неё нравственности на Российской земле и в других странах и народах через проповедь Евангелия. Задачи Общества: осуществление как внешней — к неверующим, агностикам и инаковерующим (то есть нехристианам), так и внутренней миссии — к верующим, но не воцерковленным людям. Миссия осуществляется в отношении всех людей: мужчин и женщин, детей и стариков, инвалидов, заключенных, служащих в армии и др.
Системе катехизации, созданной свящ. Георгием Кочетковым и практикующейся в братстве, больше 40 лет. Она основана на святоотеческих принципах, а также на опыте таких выдающихся русских миссионеров и катехизаторов, как свт. Стефан Пермский, свт. Иннокентий Московский, свт. Николай Японский, прп. Макарий Алтайский и др. В течение примерно года катехумены изучают Священное писание Ветхого и Нового завета, вникают в дух и смысл храмового богослужения и личной молитвы, учатся исполнять заповеди Божьи в своей жизни, обретают опыт общинно-братской и приходской жизни.
Миссию и катехизацию Содружества организуют и осуществляют малые братства. Таким образом, за научение христианской вере и жизни и за воцерковление оглашаемых взрослых и детей несет ответственность реальное церковное сообщество.
При Свято-Филаретовском православно-христианском институте, который поддерживается Преображенским братством, существует методический центр по миссии и катехизации, который оказывает постоянную методическую помощь в проведении катехизации малым православным братствам Содружества. Центр собирает и изучает опыт миссии и оглашения в различных православных приходах и братствах, а также инославный опыт, а также проводит аттестацию катехизаторов перед началом их деятельности.

### Молитва и богослужение
Содружество поддерживает и содействует восстановлению преимущественно нарушаемых церковных традиций:
- общее пение,
- чтение евхаристического канона и других общих молитв вслух,
- общенародное целование мира,
- проповедь после чтения Писания,
- «пасхально» постоянно открытые царские врата,
- служение Утрени утром, а Вечерни — вечером.

Также Преображенское братство поддержало издание семитомной серии переводов православного богослужения с греческого и церковно-славянского на русский язык (издательство СФИ), в которых содержатся чины: Вечерни и Утрени; Литургии Иоанна Златоуста; Литургии Василия Великого; Литургии св. апостола Иакова и преждеосвященных даров; Крещения и Миропомазания; Покаяния, брака, елеосвящения, поставления на служение церкви; основные требы.

### Духовное образование
Члены Преображенского братства считают, что все верующие, в том числе миряне — мужчины и женщины, должны иметь возможность получать качественное духовное образование. Поэтому ещё в 1988 г. подпольно был открыт Свято-Филаретовский православно-христианский институт (тогда — Московская высшая православная школа).

### Воцерковление детей и молодежи
Забота о воцерковлении детей и молодёжи существовала в Преображенском братстве с момента образования небольшого братского круга, сложившегося вокруг будущего священника Георгия Кочеткова в 70-х гг. XX века. Определяющим мотивом в этом было не только стремление воспитать своих детей в вере, но и передать им любовь к церкви, чтобы они, став взрослыми, могли полноценно и ответственно войти в неё. Уже в 70-х и 80-х гг. в этом кругу устраивались христианские детские праздники, общинные встречи с детьми. Более широкая, разнообразная деятельность началась одновременно с образованием Преображенского братства в 1990 г.: детско-юношеская работа стала бурно развиваться одновременно по нескольким самостоятельным направлениям: воскресная школа; скаутские отряды; православный детский сад; семейное направление (круг из нескольких семей верующих родителей вместе с детьми); молодёжная группа и пр..

### Собирание опыта новомучеников и исповедников российских
В связи с тем, что наследие новомучеников и исповедников имеет и общечеловеческое значение, но до сих пор недостаточно изучено, члены братства тщательно изучают опыт жизни новомучеников и исповедников Российских с тем, чтобы он находил своё воплощение в современной жизни церкви. Особое внимание уделяется наследию свт. Вениамина (Казанского), свт. Симона (Шлеёва), свт. Фаддея (Успенского), свщмч. Анатолия Жураковского, прпмч. Марии Скобцовой, свщмч. Сергия Мечёва и др.

### Международные конференции и встречи
С 1991 г. Преображенское братство вместе со Свято-Филаретовским институтом проводит международные научно-богословские и практические конференции по самым различным темам церковной жизни. Экклезиологическая проблематика является для братства приоритетной, поскольку напрямую связана с возрождением Русской православной церкви, духовной жизни в российском обществе.
В последние годы конференции проводились по следующим темам:
- «Старшинство и иерархичность в церкви и обществе» (2010 г.);
- «Служение Богу и человеку в современном мире» (2011 г.);
- «Люди свободного действия. Неожиданные пути возрождения человека и общества» (2014 г.);
- «Дружеский круг как начало соборности и солидарности в России» (2016 г.).

Преображенское братство проводит встречи и семинары в Москве и других городах, посвященные истории России и Русской Православной Церкви, новомученикам и исповедникам Российским, памяти жертв политических репрессий, а также известным деятелям культуры и искусства. Братство организует поездки на места массовых захоронений жертв политических репрессий, экскурсии по мемориальным комплексам памяти новомучеников и исповедников Российских. В 2009 г. Преображенское содружество проводило встречи и акции против смертной казни.

### Приобщение к православной аскетической традиции
В Преображенском братстве создано братство «Трезвение», которое помогает воцерковленным людям освобождаться от зависимостей (пьянство, курение и пр.), основываясь на святоотеческом аскетическом опыте.

### Благотворительность и милосердие
Члены Преображенского братства ведут благотворительную работу в больницах, домах престарелых, хосписе, детских домах и т. п..

### Информационная и просветительская деятельность
К информационным ресурсам Преображенского братства относятся журнал «Православная община» (1990—2000), газета «Кифа» (названная от греческого λίθος — камень, синоним этого слова πέτρα — Пётр, имя данное Христом своему апостолу), сайт Преображенского братства, сайт Свято-Филаретовского православно-христианского института.